# لويس دومينيك جيرارد
لويس دومينيك جيرارد (بالفرنسية: Louis Dominique Girard)‏ هو مهندس مدني ومهندس فرنسي، ولد في 1815 في Pertuis ‏ في فرنسا، وتوفي في 1871 في باريس في فرنسا.